# گورستان کلندانی
قبرستان کلندانی مربوط به سده‌های متاخر دوران‌های تاریخی پس از اسلام است و در شهرستان کنارک، بخش زرآباد، دهستان غربی، ۶۰۰متری شمال روستای کلندانی واقع شده و این اثر در تاریخ ۲۶ اسفند ۱۳۸۷ با شمارهٔ ثبت ۲۵۸۹۹ به‌عنوان یکی از آثار ملی ایران به ثبت رسیده است.